# Resko
Resko (en allemand : Regenwalde) est une ville de la voïvodie de Poméranie occidentale, dans le nord-ouest de la Pologne. Elle est le siège de la gmina de Resko, dans le powiat de Łobez.

## Histoire
De 1818 à 1945, Regenwalde est le chef-lieu de l'arrondissement de Regenwalde (de) dans le district de Stettin au sein de la province de Poméranie.